# Melanochaeta longistriata
Melanochaeta longistriata är en tvåvingeart som beskrevs av Yang, C.-k. 1991. Melanochaeta longistriata ingår i släktet Melanochaeta och familjen fritflugor. Inga underarter finns listade i Catalogue of Life.